# Qualificazioni al campionato mondiale maschile under 21 di pallavolo 2013
Le qualificazioni al campionato mondiale juniores di pallavolo maschile 2013 hanno assegnato diciannove posti per la fase finale; la Turchia (come paese ospitante) si è qualificato automaticamente.

## Squadre partecipanti
- Austria
- Belgio
- Bulgaria
- Croazia
- Danimarca
- Estonia
- Finlandia
- Francia
- Germania
- Grecia
- Israele
- Lettonia
- Montenegro
- Rep. Ceca
- Polonia
- Portogallo
- Romania
- Russia
- Serbia
- Slovacchia
- Spagna

## Qualificazioni continentali

### Africa
Le partite valide per l'assegnazione dei posti riservati alla confederazione africana sono iniziate il 2 marzo 2013 con il campionato africano under 21 2013 e si sono concluse il 9 marzo 2013. I posti a disposizione sono stati assegnati alle prime quattro classificate.
Squadre qualificate:
- Egitto (seconda classificata)
- Marocco (quarta classificata)
- Ruanda (terza classificata)
- Tunisia (prima classificata)

### America del Nord
Le partite valide per l'assegnazione dei posti riservati alla confederazione nordamericana, centroamericana e caraibica sono iniziate il 27 agosto 2012 con il campionato nordamericano under 21 2012 e si sono concluse il 1º settembre 2012. I posti a disposizione sono stati assegnati alle prime tre classificate.
Squadre qualificate:
- Canada (seconda classificata)
- Messico (terza classificata)
- Stati Uniti (prima classificata)

### America del Sud
Le partite valide per l'assegnazione dei posti riservati alla confederazione sudamericana sono iniziate il 22 settembre 2012 con il campionato sudamericano juniores 2012 e si sono concluse il 26 settembre 2012. I posti a disposizione sono stati assegnati alle prime tre classificate.
Squadre qualificate:
- Argentina (seconda classificata)
- Brasile (prima classificata)
- Venezuela (terza classificata)

### Asia e Oceania
Le partite valide per l'assegnazione dei posti riservati alla confederazione asiatica e oceaniana sono iniziate il 27 settembre 2012 con il campionato asiatico e oceaniano under 20 2012 e si sono concluse il 5 ottobre 2012. I posti a disposizione sono stati assegnati alle prime quattro classificate.
Squadre qualificate:
- Cina (seconda classificata)
- Giappone (prima classificata)
- India (quarta classificata)
- Iran (terza classificata)

### Europa
Le partite valide per l'assegnazione dei posti riservati alla confederazione europea sono iniziate il 28 agosto 2012 con il campionato europeo juniores 2012 e si sono concluse il 22 maggio 2013. I posti a disposizione sono stati assegnati alla prima classificata del campionato europeo juniores 2012 e alle prime classificate dei quattro gruppi di qualificazione.
Squadre qualificate:
- Estonia (1ª classificata nel Girone C)
- Francia (1ª classificata nel Girone B)
- Italia (1ª classificata nel campionato europeo juniores 2012)
- Russia (1ª classificata nel Girone A)
- Serbia (1ª classificata nel Girone D)